# Парк Форланіні (Мілан)

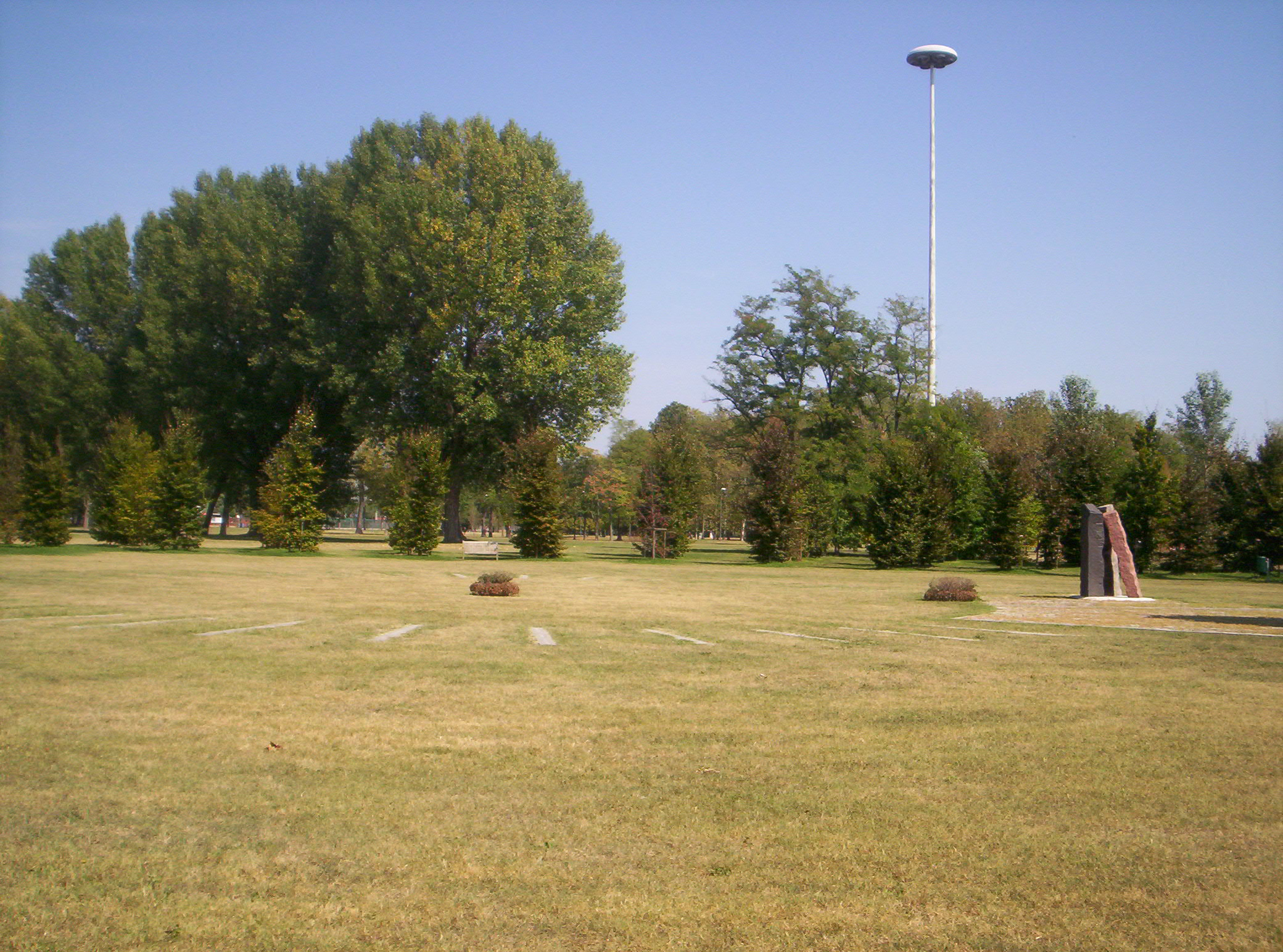
Буковий ліс

Парк Форланіні (Parco Forlanini) — міланський парк, розташований поблизу вул. Форланіні, напроти аеропорту Лінате. Названий в честь видатного авіатора Енріко Форланіні.

## Опис парку
Парк був відкритий в 1970 році після трьох років робіт по впорядкуванню території. Парк перетинає річка Ламбро на заході, тут проходить густа мережа тінистих алей; на північному сході розташоване озеро Салезіна. Парк є популярним серед бігунів. На території парку знаходяться кашіна Кавріано (ХІ ст.), що має історичну та художню цінність (ґанок XVII ст. і три аркади, емблема голуба з оливковою гілкою — символ Шпиталю Маджоре, до якого належала кашіна) та млин Кодоверо — залишки колишньої агрооселі. Дещо на південь розташована інша кашіна — Сант Амброджіо -з романською церквою XIV ст.
В 2002 р. відбулося урочисте відкриття «Букового лісу» в пам'ять про 118 жертв авіакатастрофи в Лінате 8 жовтня 2001 р.
У липні 2008 року у частині парку поблизу вул. Форланіні було відкрито міський притулок для бездомних собак та кішок з ветеринарним відділом.
Згідно із затвердженим генпланом міста площу парку мають збільшити у 3,5 рази за рахунок приєднання прилеглих територій.